# 슈퍼펫
《슈퍼펫》(StarDog and TurboCat)은 2019년에 공개된 영국의 애니메이션 영화이다.

## 한국어판 목소리 출연
- 민승우: 버디
- 권창욱: 펠릭스
- 장미: 캐씨 디
- 한복현: 토드
- 홍진욱: 빅터
- 허성재: 펙